# هری تیلور (بازیکن فوتبال، زاده ۱۹۳۵)
هری تیلور (انگلیسی: Harry Taylor; ۶ اکتبر ۱۹۳۵ – ۵ ژانویهٔ ۲۰۱۷) بازیکن فوتبال اهل بریتانیا بود.